# Geli
Geli ili Gaeli su etnolingvistička grupa u Irskoj, Škotskoj i na otoku Manu, čiji jezik pripada goidelskoj skupini, dijelu otočkih keltskih jezika. 
Riječ "Geli" potječe od staroirske riječi "Goídel" te od riječi "Gaidheal" iz škotskog gaelskog jezika i označava čovjeka koji živi u planinama (usporediti irski Gaedhealg i staroirski Goídeleg). Izrazi "Gael" ili "Goídeleg", koristili su se kao kolektivni izraz za narode Irske; smatra se da potječu iz velškog Gwyddel (starovelški Goídel), što znači "pljačkaš", a danas "Irac".
Mnogi stanovnici britanskih otoka, koji ne govore gelski jezik, sebe također smatraju "Gelima" u širem smislu zbog porijekla i kulturne baštine.